# Campeonato Asiático de Atletismo de 2015 - Revezamento 4x100 m feminino
A prova dos 4 x 100 metros estafetas feminino do Campeonato Asiático de Atletismo de 2015 foi disputada no dia 4 de junho de 2015 no Wuhan Stadium em Wuhan, na China. 

## Recordes
Antes desta competição, os recordes mundiais e do campeonato nesta prova eram os seguintes:
|                       | Nome                                                         | Nacionalidade  | Tempo  | Local        | Data                  |
| --------------------- | ------------------------------------------------------------ | -------------- | ------ | ------------ | --------------------- |
| Recorde mundial       | Tianna Madison, Allyson Felix Bianca Knight, Carmelita Jeter | Estados Unidos | 40s 82 | Londres      | 10 de agosto de 2012  |
| Recorde do campeonato | Pei Fang, Tian Yumei Chen Zhaojing, Xiao Yehua               | China          | 43s 41 | Kuala Lumpur | 1991                  |
| Recorde asiático      | Lin Xiao, Yali Li Xiaomei Liu, Li Xuemei                     | China          | 42s 23 | Xangai       | 23 de outubro de 1997 |

Os seguintes recordes foram estabelecidos durante esta competição:
| Data       | Evento | Atletas                                     | Nacionalidade | Tempo  | Notas                 |
| ---------- | ------ | ------------------------------------------- | ------------- | ------ | --------------------- |
| 4 de junho | Final  | Tao Yujia, Yuan Qiqi Lin Huijun, Wei Yongli | China         | 43s 10 | Recorde do campeonato |

## Medalhistas
| Ouro                                                    | Prata                                                                 | Bronze                                                                                     |
| China · Tao Yujia · Yuan Qiqi · Lin Huijun · Wei Yongli | Japão · Saori Kitakaze · Anna Doi · Chisato Fukushima · Kana Ichikawa | Tailândia · Supawan Thipat · Khanrutai Pakdee · Phatsorn Jaksuninkorn · Tassaporn Wannakit |

## Cronograma
Todos os horários são locais (UTC+8)
| Data       | Hora  | Evento |
| ---------- | ----- | ------ |
| 4 de junho | 18:20 | Final  |

## Final
A final da prova ocorreu dia 4 de julho às 18:20. 
| Posição           | Raia | Nacionalidade | Atletas                                                                        | Tempo | Notas                 |
| ----------------- | ---- | ------------- | ------------------------------------------------------------------------------ | ----- | --------------------- |
| Medalha de ouro   | 6    | China         | Tao Yujia, Yuan Qiqi, Lin Huijun, Wei Yongli                                   | 43.10 | Recorde do campeonato |
| Medalha de prata  | 3    | Japão         | Saori Kitakaze, Anna Doi, Chisato Fukushima, Kana Ichikawa                     | 44.14 |                       |
| Medalha de bronze | 5    | Tailândia     | Supawan Thipat, Khanrutai Pakdee, Phatsorn Jaksuninkorn, Tassaporn Wannakit    | 44.73 |                       |
| 4                 | 4    | Índia         | Sini Sahadevan, Mg Padmini, Srabani Nanda, Dutee Chand                         | 45.72 |                       |
| 5                 | 2    | Cazaquistão   | Svetlana Ivanchukova, Viktoriya Zyabkina, Anastassiya Tulapina, Olga Safronova | DSQ   |                       |

Legenda
| Recorde mundial       | Recorde mundial (World record)               |                       | Recorde africano                      | Recorde africano (African) |                                           | Q | Classificado por posição (Qualified) |
| Recorde do campeonato | Recorde do campeonato (Championship record)  | Recorde da América    | Recorde da América (Americas)         | q                          | Classificado por melhor tempo (Qualified) |   |                                      |
| Melhor marca do ano   | Melhor marca do ano (World leading)          | Recorde asiático      | Recorde asiático (Asian)              | DNS                        | Não largou (Did not start)                |   |                                      |
| Recorde nacional      | Recorde nacional (National record)           | Recorde europeu       | Recorde europeu (European)            | DNF                        | Não terminou (Did not finish)             |   |                                      |
| Recorde pessoal       | Recorde pessoal do atleta (Personal best)    | Recorde da Oceania    | Recorde da Oceania (Oceania)          | DSQ / DQ                   | Desclassificado (Disqualified)            |   |                                      |
| Recorde da temporada  | Recorde da temporada do atleta (Season best) | Recorde sul-americano | Recorde sul-americano (South America) | NM                         | Sem marca (No mark)                       |   |                                      |